# Кумирса
Кумирса́ (рос. Кумырса, удм. Кумырсо) — присілок у складі Кіясовського району Удмуртії, Росія.
Населення — 60 осіб (2010; 99 у 2002).
Національний склад:
- росіяни — 70 %
- марійці — 29 %